# Viréon à gorge grise
Hylophilus semicinereus
Espèce
Statut de conservation UICN

 LC  : Préoccupation mineure
Le Viréon à gorge grise (Hylophilus semicinereus), aussi appelé Viréo à nuque grise, est une espèce de passereaux de la famille des Vireonidae.

## Systématique et distribution
Cet oiseau est représenté par trois sous-espèces selon la classification de référence du Congrès ornithologique international (version 9.1, 2019) :
- Hylophilus semicinereus viridiceps (Todd, 1929) : sud du Venezuela (États d'Amazonas et de Bolívar), Guyanes et nord du Brésil ;
- Hylophilus semicinereus semicinereus Sclater & Salvin, 1867 : nord du Brésil, vers le sud jusqu'au cours inférieur de l'Amazone (du Maranhão au nord du Mato Grosso) ;
- Hylophilus semicinereus juruanus Gyldenstolpe, 1941 : nord-ouest du Brésil (sud du rio Solimões).